# Kundeyt Şurdum
Kundeyt Şurdum (* 17. Februar 1937 in Konya, Türkei; † 21. April 2016 in Feldkirch, Österreich) war ein Lyriker, Hörfunk- und Zeitschriften-Redakteur.

## Leben
Der bereits ab 1971 als Lehrer und Übersetzer im österreichischen Vorarlberg wirkende Şurdum hatte die Matura am St. Georgs-Kolleg in Istanbul gemacht und sich danach – ebenfalls in Istanbul – dem Studium der Deutschen Philologie gewidmet. In Österreich bald auch Rundfunkmitarbeiter beim ORF, war der als Lyriker hervortretende Şurdum ab 1988 zudem bei der Beratungsstelle des Instituts für Sozialdienste als Berater für Arbeiter aus der Türkei in seinem Wohnort Feldkirch tätig. Auch zuvor schon hatte er bezüglich der Integration von sogenannten Gastarbeitern aus der Türkei in Vorarlberg häufig wichtige Impulse gegeben. Zum Beispiel war er Mitgründer und späterer Chefredakteur der Zeitschrift BİZ, die wichtige Informationen für Arbeiter aus der Türkei in Vorarlberg verbreitete.

## Werk
Der Literat Şurdum veröffentlichte in Literaturzeitschriften und bis 2003 auch im ORF, für den er Sendungen für türkeistämmige Menschen im Bundesland Vorarlberg gestaltete.
1988 erschien bei Piper Şurdums erster Gedichtband Unter einem geliehenen Himmel. Es folgten weitere Buchveröffentlichungen: ein zusammen mit dem Vorarlberger Photographen Nikolaus Walter erarbeiteter Fotoband Landlos (1991) über „Türken in Vorarlberg“ und ein weiterer Gedichtband Kein Tag geht spurlos vorbei (2002). 2022 erschien, von Claudio Bechter erarbeitet, eine Werkausgabe aller veröffentlichten Schriften Şurdums.
Der Dichter Şurdum wurde 1996 mit dem durch das Ministerium für Wissenschaft, Forschung und Kunst Baden-Württemberg verliehenen Johann-Peter-Hebel-Preis ausgezeichnet.

## Auszeichnungen
- Ehrengabe des Landes Vorarlberg 1988
- Johann-Peter-Hebel-Preis 1996
- Großes Verdienstzeichen des Landes Vorarlberg 2003